# Lewis-Glykane
Die Lewis-Glykane sind eine Stoffgruppe innerhalb der Oligosaccharide, welche aufgrund ihrer biologischen Bedeutung im Lewis-Blutgruppensystem zusammengestellt wurde. Definiert ist die Gruppe mit 4 Vertretern, wobei jeweils zwei davon Trisaccharide und zwei Tetrasaccharide sind. Alle Vertreter haben gemeinsam, dass sie aus den Monosacchariden N-Acetylglucosamin, Galactose und Fucose aufgebaut sind. Abzugrenzen sind die Sialyl-Lewis-Glykane, welche mit den Lewis-Glykanen eine Untereinheit gemeinsam haben, jedoch an bestimmten Stellen zusätzlich sialyliert sind. Alle weiteren Konstitutionsisomere, die sich mit den gleichen Monosacchariden bilden ließen, werden aktuell nicht zu den Lewis-Glykanen gezählt. Gewöhnlich treten die Lewis-Glykane als Substituenten bzw. Epitope der Lewis-Antigene auf. In ihrer freien Form sind sie somit eher von theoretischer Bedeutung. Abkürzend werden die vier Vertreter der Stoffgruppe mit Lea, Leb, Lex und Ley bezeichnet, womit kontextabhängig auch die kompletten Lewis-Antigene, -Gene oder -Antikörper gemeint sein können. In Bezug auf die Glykane selbst wird daher auch verdeutlichend vom Lea-Trisaccharid, Leb-Tetrasaccharid, Lex-Trisaccharid und Ley-Tetrasaccharid gesprochen.

SNFG-Darstellung der Lewis-Glykane
Lewis A
Lewis B
Lewis X
Lewis Y

## Chemische Synthese
Das Lewis X Trisaccharid kann synthetisch aus den Monosaccharid-Bausteinen Benzyl-2-acetamido-4,6-O-benzyliden-2-desoxy-α-D-glucopyranosid 1, Methyl-2,3,4-tri-O-benzyl-1-thio-β-L-fucopyranosid 2 und Methyl-2,3,4,6-tetra-O-benzyl-1-thio-β-D-galactopyranosid 3 hergestellt werden, indem erst 1 und 2 mit DMTST in einer Glykosylierung umgesetzt werden und das Benzylidenacetal mit Natriumcyanoborhydrid gespalten wird und anschließend erneut mit DMTST und 3 glykosyliert wird. Abschließend werden die Benzylschutzgruppen durch Hydrierung abgespalten.

## Vorkommen
Lewis-Glykane werden sowohl auf eukaryotischen als auch prokaryotischen Zellen gefunden. Lea-Epitope wurden auch in N-Glykanen von Pflanzen beobachtet.

## Forschung
Einige Krebserkrankungen korrelieren mit einer erhöhten Expression von Lewis-Glykanen. Sialylierte Lewis-Antigene (SLe) sind mit der Progredienz und Metastasierung einer Reihe von Tumoren assoziiert. SLex ist ein Ligand der Selektine und spielt eine Rolle bei der Infiltration von Leukozyten und der Metastasierung von Krebszellen. Diese Erkenntnisse lassen sich auf verschiedene Weise für eine mögliche Therapie nutzen. Es wird z. B. geprüft, ob die Glykane im Sinne eines Immuncheckpoints zur Entwicklung neuer Antikörper-Therapien genutzt werden können. Auch die Verwendung als Biomarker zur Einschätzung der Erfolgschance einer TRAIL-Behandlung wird evaluiert. Leb-Antigene stellen Rezeptoren für Helicobacter pylori dar, einem Keim, der als Ätiopathogen verschiedener gastrointestinaler Erkrankungen bekannt ist.
| keine Einstufung verfügbar |

| Gefahrensymbol |

| Gefahrensymbol |

| Gefahrensymbol |